# Baijiania
Baijiania là một chi thực vật có hoa trong họ Cucurbitaceae.

## Loài
Chi Baijiania gồm các loài: